# Lee Haney
Lee Haney (ur. 11 listopada 1959) – amerykański kulturysta zawodowy (obecnie już nie startujący), jeden z najbardziej utytułowanych zawodników w historii tej dyscypliny, ośmiokrotny mistrz świata zawodowców w kulturystyce (Mr. Olympia) w latach 1984-1991.

## Życiorys
Urodził się w Spartanburg w Karolinie Południowej. Dorastał w biednej rodzinie w Whitstone – niewielkiej mieścinie (zaledwie 300 mieszkańców) koło Spartanburg. Treningi na siłowni rozpoczął w wieku 14 lat biorąc za wzór Arnolda Schwarzeneggera i Robby'ego Robinsona. Przez pewien okres uprawiał także amerykański futbol, który jednak zmuszony był porzucić ze względu na kontuzję. Miał o tyle dobre predyspozycje do kulturystki, że w wieku 19 lat wygrał swoje pierwsze poważne zawody – w 1979 zdobył tytuł Mr. America juniorów. W 1982 roku zwyciężył w mistrzostwach świata amatorów w Brugge, co dało mu licencję zawodowca i prawo startów w najbardziej prestiżowej imprezie w świecie kulturystyki – Mr. Olympia. Wśród profesjonalistów zadebiutował rok później na zawodach Grand Prix USA, w których zajął I miejsce. Pierwszym jego startem w prawdziwie renomowanej imprezie dla zawodowców był udział w zawodach World Pro Championships (obecnie Arnold Classic) w Atlancie, gdzie zajął III miejsce. Również III był na Mr. Olympia w 1983 roku. Jednak rok później, w 1984, nie miał już sobie równych – zdobył swój pierwszy tytuł Mr. Olympia, dający mu miano zawodowego mistrza świata. Sukces ten powtarzał co roku, przez kolejnych osiem lat, aż do roku 1991, bijąc tym samym „rekord” Arnolda Schwarzeneggera (siedem tytułów). Do dziś, obok innego czarnoskórego kulturysty z USA – Ronnie Colemana, który tytuł ten również zdobył osiem razy – jest najbardziej utytułowanym triumfatorem zawodów Mr. Olympia. W ocenie fachowców szczytową formę posiadał w 1987 roku na Mr. Olympia w Göteborgu. W okresie swojej najlepszej formy, przy wzroście 180 cm., ważył 110-118 kg.
W 1991 wycofał się oficjalnie ze startów, ale nie odciął od kulturystyki. Założył sieć siłowni w Atlancie „Animal Kingdom” działającą pod szyldem jego własnej firmy, promującej kulturystykę naturalną i zdrowy tryb życia. Firmuje swoim nazwiskiem linię produktów dietetycznych „Lifestyle Challenge Kit” dla amatorów i „Mass Gain Kit” dla kulturystów wyczynowych. W 1990 roku był osobistym trenerem kulturystyki Evandera Holyfielda, dzięki czemu bokser zwiększył swoją masę mięśni i przeszedł do wyższej kategorii wagowej (ciężkiej). W grudniu 1998 prezydent Bill Clinton mianował go szefem Prezydenckiej Rady Sprawności Fizycznej i Sportu (na miejsce Arnolda Schwarzeneggera). Funkcję tę pełnił do czerwca 2002. Prowadzi w stacji Trinity Broadcasting Network swój własny program pt. TotaLee Fit with Lee Haney. W internecie założył własną stację radiową „Totallee Fit Radio”. Ukończył Broome High School i dzięki grze w futbol otrzymał stypendium prowadzonego przez metodystów Southern Methodist University, gdzie uzyskał dyplom z zakresu psychologii dziecięcej. Autor dwóch książek poświęconych kulturystyce: Total Lee Awesome i Ultimate Bodybuilding.

## Osiągnięcia sportowe
- 1979 Mr. America Juniorów – I (kat. +90 i oppen)
- 1982 Mistrzostwa Stanów Zjednoczonych Juniorów – I (kat. +90 i oppen)
- 1982 Mistrzostwa Stanów Zjednoczonych – I (kat. +90 i oppen)
- 1982 Mistrzostwa Świata Amatorów (Mr. Universe) – I (kat. +90)
- 1983 Grand Prix USA – I
- 1983 Grand Prix Anglii – II
- 1983 Grand Prix Szwecji – II
- 1983 Grand Prix Szwajcarii – III
- 1983 Night of Champions – I
- 1983 Mr. Olympia – III
- 1983 World Pro Championships – III
- 1984 Mr. Olympia – I
- 1985 Mr. Olympia – I
- 1986 Mr. Olympia – I
- 1987 Mr. Olympia – I
- 1987 Grand Prix Germany – I
- 1988 Mr. Olympia – I
- 1989 Mr. Olympia – I
- 1990 Mr. Olympia – I
- 1991 Mr. Olympia – I

## Życie osobiste
Od 1983 roku jest żonaty z Shirley (którą poznał jeszcze w college'u), z którą ma dwoje dzieci – syna Jushuę i córkę Olympię.